# Chytonix ruperti
Chytonix ruperti är en fjärilsart som beskrevs av John G. Franclemont 1941. Chytonix ruperti ingår i släktet Chytonix och familjen nattflyn. Inga underarter finns listade i Catalogue of Life.